# Razorlight
Razorlight is een Britse indierock- en newwaveband. De band bestaat uit Johnny Borrell (zang, gitaar), David Sullivan Kaplan (drums), David Ellis (gitaar) en Harry Deacon (basgitaar).

## Biografie
De band werd opgericht in de zomer van 2002 door de leadzanger en gitarist Johnny Borrell. De band was voor een deel Zweeds, vanwege de Zweedse roots van twee voormalige leden (gitarist Björn Ågren en bassist Carl Dalemo). Het eerste album van de band, Up all night, kwam uit in 2004. Hierna verliet drummer Christian Smith-Pancorvo de band vanwege gezondheidsredenen. Hij werd vervangen door Andy Burrows. De cd werd een aardig succes in het Verenigd Koninkrijk. Hetzelfde album werd in 2005 opnieuw uitgebracht met de single Somewhere else. Ook speelde Razorlight in 2005 op Live 8 (op het podium in Hyde Park, Londen). Verder kwam de band in het voorprogramma van onder andere Queen + Paul Rodgers en Oasis. Vaak trad Razorlight op voor uitverkochte zalen. Het heeft meerdere keren extra shows moeten geven om aan de enorme vraag te voldoen.
In 2006 kwam het tweede album Razorlight uit. De eerste single In the morning werd een hit in Engeland en kreeg ook in Nederland de nodige aandacht, met name door een verkiezing tot 3FM Megahit. Ook het tweede album werd goed ontvangen in de Britse pers.
Op 13 oktober 2006 stond Razorlight in de Heineken Music Hall tijdens de TMF Awards. De band werd tevens uitgeroepen tot meest veelbelovende act van 2006. In oktober van dat jaar bracht de band een nieuwe single uit: America. Dit werd hun eerste nummer 1-hit in de Britse hitlijsten. In mei 2007 speelde Razorlight op Pinkpop. Het album Slipway fires kwam uit op 3 november 2008 en werd voorafgegaan door de single Wire to wire in september 2008 en gevolgd door Hostage of love in januari 2009. In maart 2009 werd bekend dat drummer Andy Burrows de band verlaten had. Op 20 augustus 2009 stond Razorlight in de grote Alpha tent op Lowlands.
Na een sabbatical van enkele jaren kwam Razorlight in 2018 weer bijeen. In oktober van dat jaar verscheen het vierde studioalbum Olympus sleeping, het eerste album van de band in tien jaar tijd.

## Bezetting

### Huidige bandleden
- Johnny Borrell (zang, gitaar) 2002-heden
- David Sullivan Kaplan (drums) 2009-heden
- David Ellis (gitaar) 2017-heden
- Harry Deacon (basgitaar) 2018-heden

### Voormalige bandleden
- Christian Smith-Pancorvo (drums) 2002-2004
- Björn Ågren (gitaar) 2002-2010
- Carl Dalemo (basgitaar) 2002-2010
- Andy Burrows (drums) 2004-2009
- Freddie Stitz (basgitaar) 2010-2014
- Gus Robertson (gitaar) 2010-2017
- João Mello (basgitaar) 2014-2018

## Discografie

### Albums
| Album met eventuele hitnotering(en) in de Nederlandse Album Top 100 | Datum van verschijnen | Datum van binnenkomst | Hoogste positie | Aantal weken | Opmerkingen |
| ------------------------------------------------------------------- | --------------------- | --------------------- | --------------- | ------------ | ----------- |
| Razorlight                                                          | 17-06-2006            | 22-07-2006            | 39              | 31           |             |
| Slipway Fires                                                       | 03-11-2008            | 08-11-2008            | 88              | 1            |             |

| Album met hitnotering(en) in de Vlaamse Ultratop 200 albums | Datum van verschijnen | Datum van binnenkomst | Hoogste positie | Aantal weken | Opmerkingen |
| ----------------------------------------------------------- | --------------------- | --------------------- | --------------- | ------------ | ----------- |
| Razorlight                                                  | 2006                  | 05-08-2006            | 64              | 11           |             |
| Slipway Fires                                               | 2008                  | 28-02-2009            | 23              | 18           |             |

### Singles
| Single met eventuele hitnotering(en) in de Nederlandse Top 40 | Datum van verschijnen | Datum van binnenkomst | Hoogste positie | Aantal weken | Opmerkingen                 |
| ------------------------------------------------------------- | --------------------- | --------------------- | --------------- | ------------ | --------------------------- |
| In the Morning                                                | 2006                  | -                     |                 |              | Nr. 90 in de Single Top 100 |
| America                                                       | 2006                  | 21-10-2006            | 9               | 20           | Nr. 23 in de Single Top 100 |
| Before I Fall to Pieces                                       | 2006                  | 10-03-2007            | tip16           | -            |                             |
| In the Morning                                                | 2007                  | 02-06-2007            | tip14           | -            | Heruitgave                  |
| Wire to Wire                                                  | 2008                  | 29-11-2008            | tip3            | -            | Nr. 71 in de Single Top 100 |

| Single met hitnotering(en) in de Vlaamse Ultratop 50 | Datum van verschijnen | Datum van binnenkomst | Hoogste positie | Aantal weken | Opmerkingen |
| ---------------------------------------------------- | --------------------- | --------------------- | --------------- | ------------ | ----------- |
| In the Morning                                       | 2006                  | 26-08-2006            | tip18           | -            |             |
| America                                              | 2006                  | 03-02-2007            | 21              | 10           |             |
| Wire to Wire                                         | 2008                  | 28-02-2009            | 13              | 18           |             |

### NPO Radio 2 Top 2000
| Nummer met noteringen in de NPO Radio 2 Top 2000 | '09  | '10-'12 | '13  |
| ------------------------------------------------ | ---- | ------- | ---- |
| America                                          | 1814 | -       | 1934 |

1. ↑  Een '-' betekent dat het nummer niet was genoteerd en een vetgedrukt getal geeft de hoogste notering aan.
2. ↑  2009 was het eerste jaar met een notering voor dit nummer.
3. ↑  Deze tabel is bijgewerkt tot en met de laatste editie (2024).